# Phạm Đức Duyên
Phạm Đức Duyên (sinh năm 1966) là một tướng lĩnh trong Quân đội nhân dân Việt Nam, hàm Trung tướng, hiện là Bí thư Đảng ủy, Chính ủy Quân khu 2. Ông nguyên là Chánh Văn phòng Bộ Quốc phòng, Phó Chủ nhiệm Thường trực Ủy ban Kiểm tra Quân ủy Trung ương, Phó Chính ủy Quân khu 2.

## Thân thế và binh nghiệp
Tháng 5 năm 2010, ông được bổ nhiệm làm Chính ủy Sư đoàn 316, Quân khu 2.
Tháng 7 năm 2012, ông được điều động làm Chính ủy Bộ chỉ huy quân sự tỉnh Tuyên Quang, Quân khu 2.
Năn 2015, ông được bổ nhiệm giữ chức Phó Chủ nhiệm Chính trị Quân khu 2.
Năm 2016, ông được bổ nhiệm giữ chức Phó Chính ủy Quân khu 2 đồng thời được Chủ tịch nước thăng quân hàm Thiếu tướng.
Ngày 4 tháng 9 năm 2018, ông bàn giao lại nhiệm vụ Phó Chính ủy Quân khu 2 cho Thiếu tướng Trịnh Văn Quyết để giữ chức Ủy viên Ủy ban Kiểm tra Quân ủy Trung ương
Ngày 9 tháng 10 năm 2018, UBKT Quân ủy Trung ương tổ chức phiên họp lần thứ 9, bầu bổ sung Thiếu tướng Phạm Đức Duyên, Ủy viên Ủy ban Kiểm tra Quân ủy Trung ương giữ chức vụ Phó chủ nhiệm Thường trực Ủy ban Kiểm tra Quân ủy Trung ương nhiệm kỳ 2015-2020.
Tháng 3 năm 2020, ông được bổ nhiệm giữ chức Chánh Văn phòng Bộ Quốc phòng, Văn phòng Quân ủy Trung ương. 
Tháng 6 năm 2020, ông được Chủ tịch nước thăng quân hàm Trung tướng.
Ngày 11 tháng 5 năm 2021, Tại Quyết định số 696/QĐ-TTg, Thủ tướng Chính phủ Phạm Minh Chính bổ nhiệm Trung tướng Phạm Đức Duyên, Chánh Văn phòng Bộ Quốc phòng, giữ chức Bí thư Đảng ủy, Chính ủy Quân khu 2.